# Ricardo Aldo Barreto Cairo

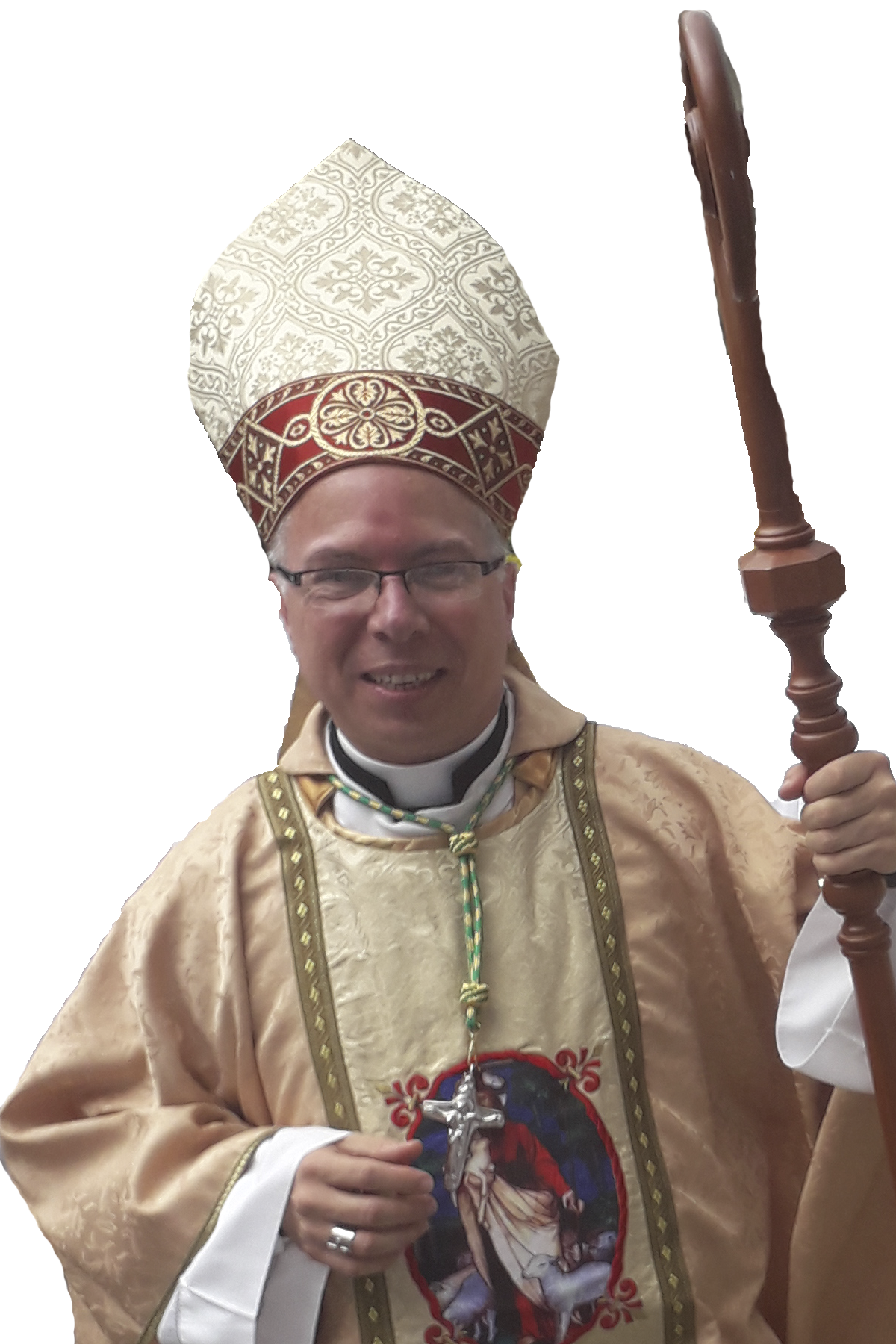
Ricardo Aldo Barreto Cairo

Ricardo Aldo Barreto Cairo (* 7. Juli 1968 in Panama-Stadt) ist ein panamaisch-venezolanischer Geistlicher und ernannter römisch-katholischer Bischof von Valle de la Pascua.

## Leben
Ricardo Aldo Barreto Cairo kam im Alter von fünf Jahren nach Venezuela und erhielt 1985 die venezolanische Staatsbürgerschaft. Barreto Cairo begann zunächst ein Studium der Kommunikationswissenschaft an der Universidad Central de Venezuela in Caracas, bevor er ab 1989 Philosophie und Katholische Theologie am Priesterseminar San Pedro Apóstol in La Guaira studierte. Er wurde am 1. Februar 1998 zum Diakon geweiht und empfing am 15. August desselben Jahres durch den Bischof von La Guaira, Francisco de Guruceaga Iturriza, das Sakrament der Priesterweihe.
1998 wurde Ricardo Aldo Barreto Cairo Studienpräfekt am Priesterseminar San Pedro Apóstol in La Guaira und 2000 zudem Pfarradministrator der Pfarrei Nuestra Señora de la Candelaria in Tarmas. 2001 wurde Barreto Cairo für weiterführende Studien nach Rom entsandt, wo er 2003 an der Päpstlichen Universität Santa Croce ein Lizenziat im Fach Moraltheologie erwarb und 2007 zum Doktor der Theologie promoviert wurde. Neben seinen Studien war er von 2004 bis 2007 als Kaplan am Generalat der Oblatinnen von der Göttlichen Liebe tätig. Nach der Rückkehr in seine Heimat wirkte Barreto Cairo kurzzeitig erneut als Studienpräfekt am Priesterseminar San Pedro Apóstol, bevor er 2008 Pfarrer der Pfarrei Nuestra Señora de las Mercedes in El Junquito wurde. Von 2012 bis 2019 war Ricardo Aldo Barreto Cairo Regens des Priesterseminars San Pedro Apóstol und Präsident der Organisation der Priesterseminare von Venezuela (OSVEN) sowie ab 2014 zudem Mitglied des Priesterrats und des Konsultorenkollegiums des Bistums La Guaira. Ferner war er von 2016 bis 2019 Mitglied des Vorstands der Organisation der Lateinamerikanischen Priesterseminare (OSLAM) und Mitglied des Nationalen Pastoralbeirats der Venezolanischen Bischofskonferenz. 2019 wurde Ricardo Aldo Barreto Cairo Regens des Priesterseminars Santa Rosa de Lima in Caracas.
Am 17. September 2019 ernannte ihn Papst Franziskus zum Titularbischof von Badiae und zum Weihbischof in Caracas. Der Erzbischof von Mérida, Baltazar Kardinal Porras, spendete ihm am 23. November desselben Jahres in der Kirche San Juan Bosco en Altamira in Caracas die Bischofsweihe; Mitkonsekratoren waren der Bischof von La Guaira, Raúl Biord Castillo SDB, und der Bischof von Margarita, Fernando José Castro Aguayo. Als Weihbischof war Barreto Cairo weiterhin als Regens des Priesterseminars Santa Rosa de Lima tätig.
Am 11. Januar 2024 ernannte ihn Papst Franziskus zum Bischof von Valle de la Pascua.